# Molain (Aisne)
Molain ist eine französische Gemeinde mit 160 Einwohnern (Stand 1. Januar 2022) im Département Aisne in der Region Hauts-de-France (vor 2016 Picardie). Sie gehört zum Arrondissement Vervins, zum Kanton Guise und zum Kommunalverband Thiérache Sambre et Oise.

## Geografie
Mit 1,85 km² ist Molain eine der nach Fläche kleinsten Gemeinden des Départements Aisne. Sie liegt an der Grenze zum Département Nord, 28 Kilometer nordöstlich von Saint-Quentin. Die Selle, ein Nebenfluss der Schelde, entspringt in Molain. Nachbargemeinden von Molain sind Saint-Martin-Rivière im Norden, La Vallée-Mulâtre im Osten, Vaux-Andigny im Süden sowie Busigny im Westen.

## Bevölkerungsentwicklung
| Jahr                       | 1962 | 1968 | 1975 | 1982 | 1990 | 1999 | 2010 | 2022 |
| Einwohner                  | 216  | 188  | 162  | 168  | 156  | 151  | 147  | 160  |
| Quellen: Cassini und INSEE |      |      |      |      |      |      |      |      |

## Sehenswürdigkeiten
- Kirche Mariä Himmelfahrt (Église de l’Assomption)

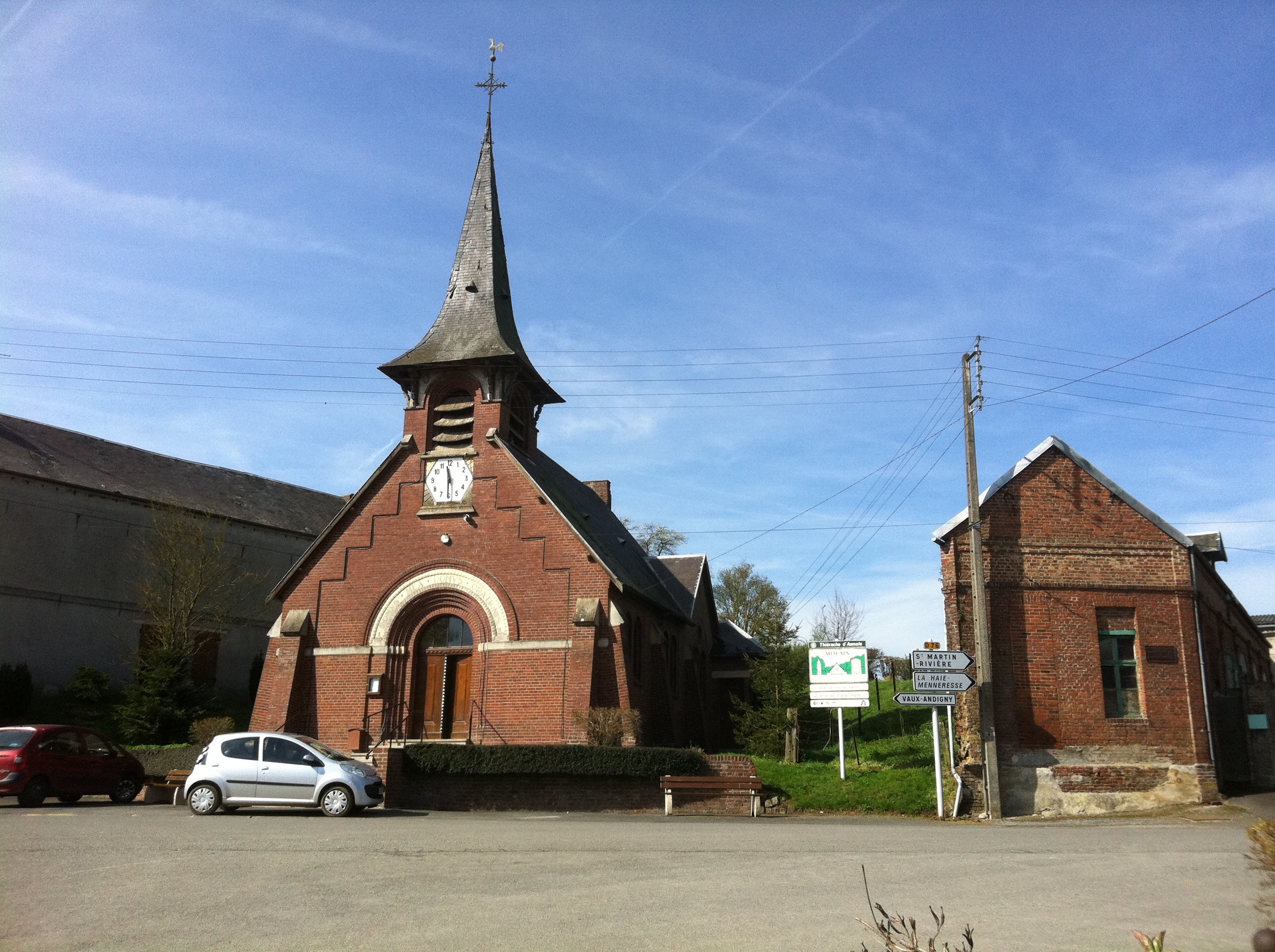
Kirche Mariä Himmelfahrt
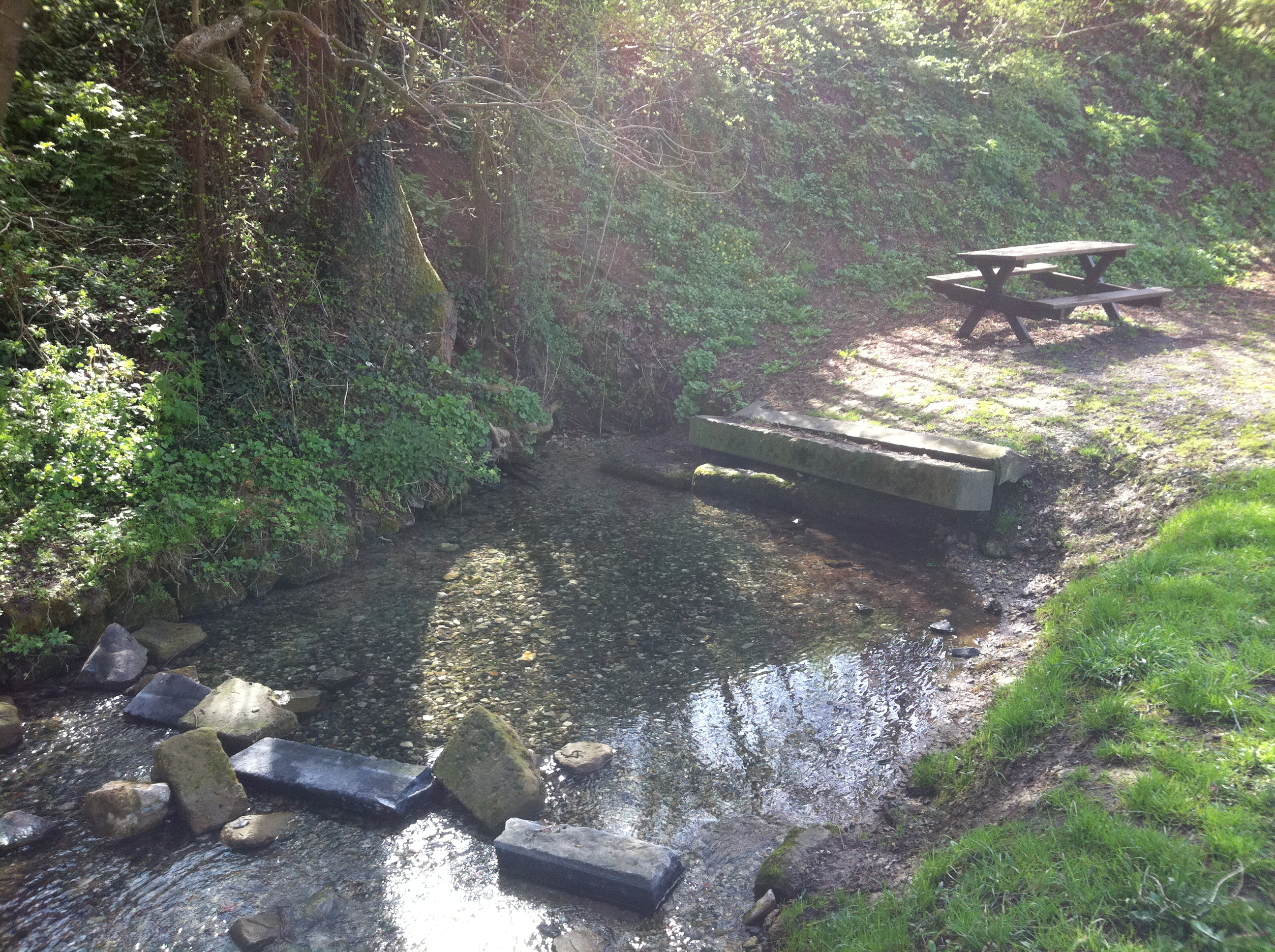
Quelle der Selle